# Мануел Блум
Мануел Блум (енгл. Manuel Blum; Каракас, 26. април 1938) је амерички информатичар, добитник Тјурингове награде из 1995. године.